# Elattoneura lliba
Elattoneura lliba är en trollsländeart. Elattoneura lliba ingår i släktet Elattoneura och familjen Protoneuridae. IUCN kategoriserar arten globalt som livskraftig.

## Underarter
Arten delas in i följande underarter:
- E. l. lliba
- E. l. mayombensis